# 唐崖镇
唐崖镇，原为尖山乡，是中华人民共和国湖北省恩施土家族苗族自治州咸丰县下辖的一个镇。
2014年10月16日，湖北省民政厅批复同意撤销尖山乡，设立唐崖镇。

## 行政区划
唐崖镇下辖以下村级行政区划单位：
唐崖司村、南河村、三角庄村、大石沟村、谢家坝村、彭家沟村、双河口村、大椿树村、钟塘村、沙包溪村、卷洞门村、两河口村、龙潭坝村、大水坪村、邓家沟村、乱石窖村、何家沟村、邓家坪村、燕子嵌村、升天界村、官家堡村、黄洋坪村、铜厂坡村、小水坪村、苏麻溪村、龙田湾村、破水坪村、四方石村、空山岭村、杨家营村、桂花树村、横路村、荆竹界村、袁家界村、邀联溪村、蛇湾溪村和碓窝胎村。

## 中国传统村落
2013年8月，唐崖司村被评为第二批中国传统村落。